# Mitofusin-2

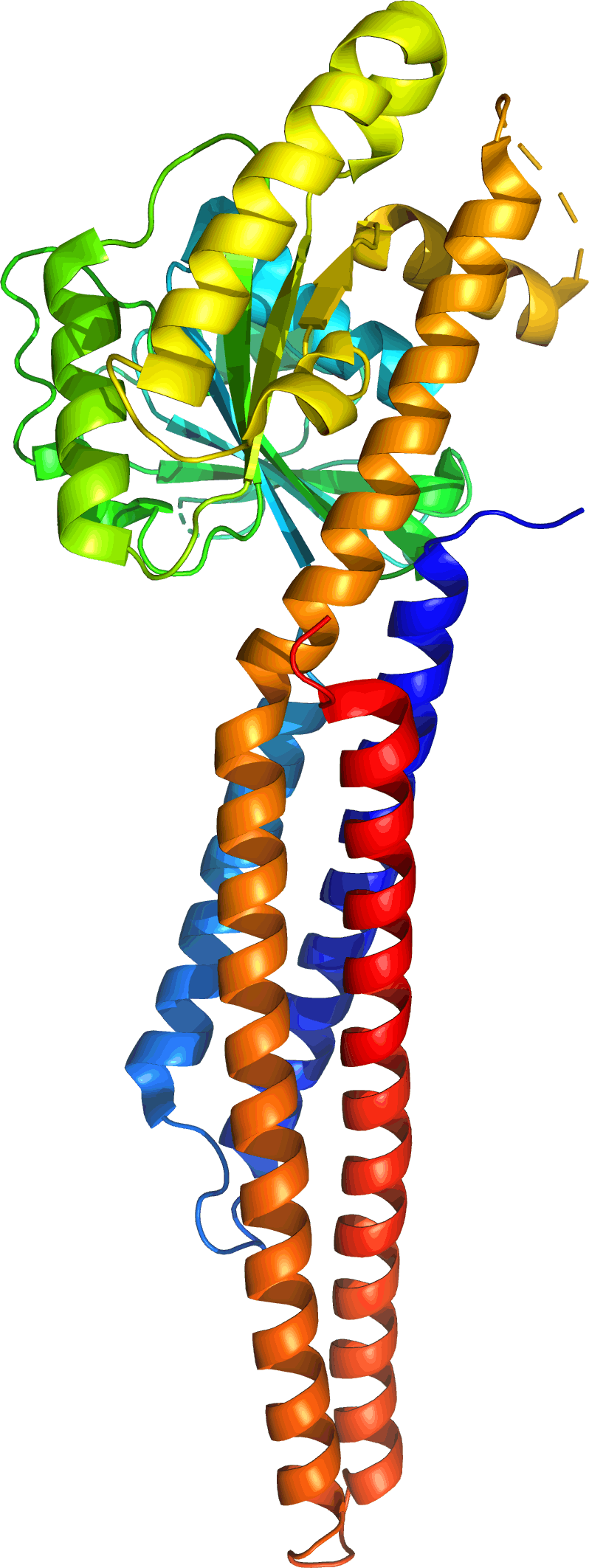
Krystalografická struktura proteinu MFN2 (duhově zbarvený, N-konec = modrý, C-konec = červený).

Mitofusin-2 (MFN2) je protein, který je u člověka kódován genem MFN2. Mitofusiny jsou mitochondriální membránové GTPázy zabudované ve vnější mitochondriální membráně (OMM). U savců hrají MFN1 a MFN2 ustřední roli v regulaci mitochondriální fúze a buněčného metabolismu. Kromě mitofusinů reguluje fúzi vnitřní mitochondriální membrány protein OPA1 a naopak protein DRP1 je zodpovědný za mitochondriální dělení.

## Struktura
Lidský protein MFN2 obsahuje 757 aminokyselinových zbytků. MFN2 se skládá z velké cytosolické GTPázové domény na N-konci, dále z domény "coiled-coil heptad-repeat (HR1)", oblasti bohaté na prolin (PR), dvou po sobě jdoucích transmembránových (TM) domén protínajících OMM a druhé cytosolické domény s oblastí "heptad-repeatem (HR2)" na C-konci. Pomocí elektronové mikroskopie bylo prokázáno, že se MFN2 hromadí v kontaktních oblastech mezi sousedními mitochondriemi, což podporuje jejich úlohu při mitochondriální fúzi. MFN1 i MFN2, které se rozprostírají od OMM dvou protilehlých mitochondrií, spolu fyzicky interagují in trans, a to tvorbou antiparalelních dimerů mezi jejich HR2 doménami.

Terciární struktura MFN2.

## Funkce
Klíčová studie provedená in vivo (na myších) odhalila, že MFN2 je nezbytný pro embryonální vývoj, a proto je jeho delece u myší letální během midgestace. Inaktivace alel MFN2 po placentaci rovněž odhalila, že ablace MFN2 vážně narušuje vývoj mozečku. Bylo také popsáno, že Mfn1 a Mfn2 (myší homology lidských MFN1 a MFN2) jsou všudypřítomně exprimovány, přesto však vykazují různé relativní úrovně exprese v různých tkáních, přičemž MFN2 je převážně exprimovaným mitofusinem v mozku a MFN1 v srdci. Tato tkáňově specifická exprese by mohla být jedním z důvodů, proč její ablace vyvolává poruchy specifické pro mozeček.

### Mitochondriální dělení a fúze

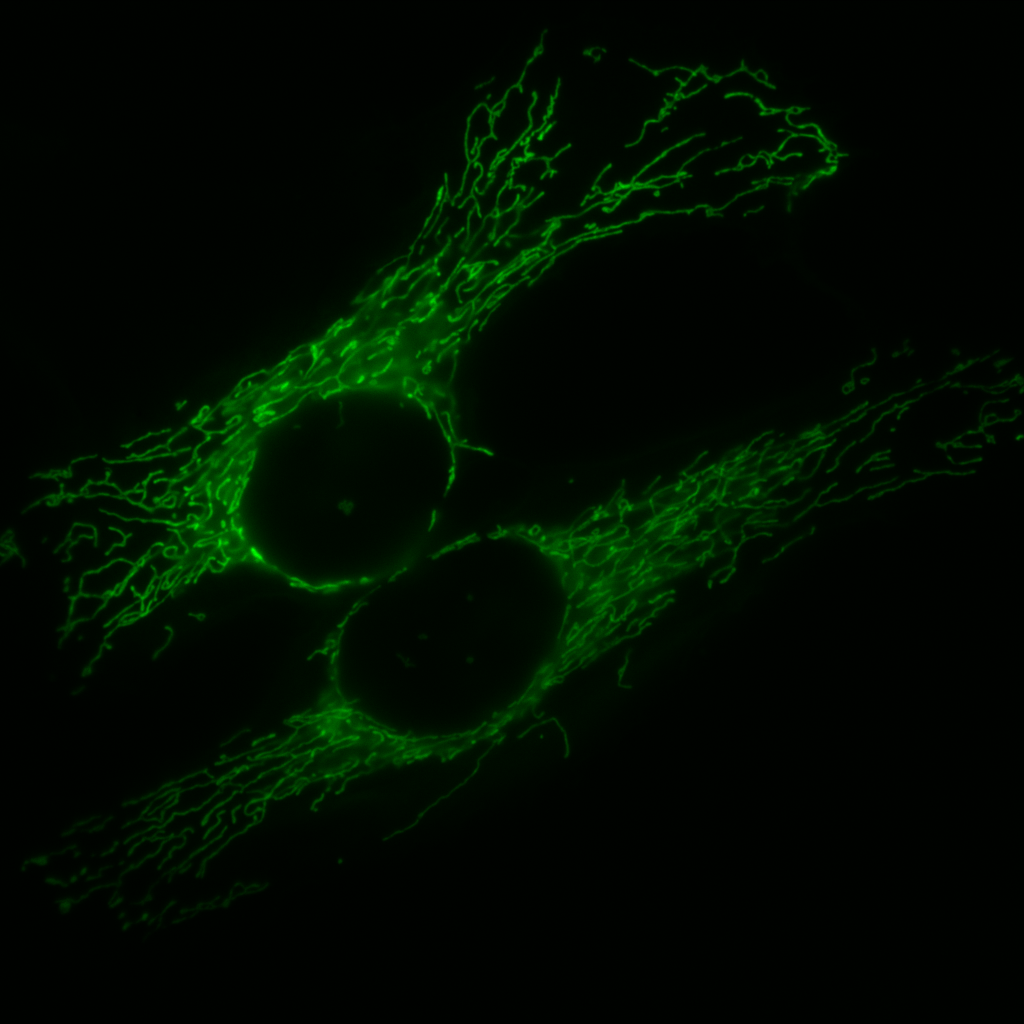
Mitochondriální síť (zeleně) u dvou lidských buněk (HeLa buňky). Fluorescenční mikroskopický snímek HeLa buněk exprimujících mitochondriální verzi zeleného fluorescenčního proteinu (mtGFP).

MFN2 je mitochondriální membránový protein, který se podílí na mitochondriální fúzi a přispívá k udržování a fungování mitochondriální sítě. Mitochondrie fungují jako dynamická síť, která neustále prochází fúzí a dělením ("mitochondriální dynamika"). Rovnováha mezi fúzí a dělením je důležitá pro zachování integrity mitochondrií a usnadňuje míchání membrán a výměnu DNA mezi mitochondriemi. MFN1 a MFN2 zprostředkovávají fúzi vnějších mitochondriálních membrán, OPA1 se podílí na fúzi vnitřních membrán a DRP1 je zodpovědný za mitochondriální dělení.
Mitochondriální fúze je specifický proces, protože zahrnuje dvě membrány: vnější (OMM) a vnitřní (IMM) mitochondriální membránu, které musí být koordinovaně přeskupeny, aby byla zachována integrita organel. Nedávné studie ukázaly, že buňky s deficitem MFN2 vykazují aberantní morfologii mitochondrií se zřetelnou fragmentací sítě.
Mitochondriální fúze je nezbytná pro embryonální vývoj. Myši s knockoutem MFN1 nebo MFN2 mají deficit fúze a umírají v polovině těhotenství. Myši s knockoutem MFN2 umírají v 11,5. embryonálním dni v důsledku defektu obrovské buněčné vrstvy placenty. Mitochondriální fúze je také důležitá pro transport a lokalizaci mitochondrií v neuronálních procesech. U podmíněně knockoutovaných myší s MFN2 dochází k degeneraci Purkyňových buněk mozečku a k nesprávné lokalizaci mitochondrií v dendritech. MFN2 také asociuje s komplexem MIRO-Milton, který spojuje mitochondrie s kinezinovými motory.

### Kontaktní místa mitochondrie-ER
MFN2 je rovněž považován za protein regulující kontaktní místa mitochondrie-ER (MERCS), ačkoli jeho přesná funkce v tomto systému stále není známa. Bylo zjištěno, že malé množství MFN2 se nacházejí v membránách ER, zejména v tzv. mitochondriálních membránách asociovaných s ER (MAM). Tvrdí se, že některé procesy, o nichž je známo, že probíhají v blízkosti MERCS, jako je tvorba autofagozomů, jsou modulovány přítomností MFN2.

### Axonální transport mitochondrií
Předpokládá se, že MFN2 má zásadní význam pro transport mitochondrií podél axonů, protože se podílí na jejich připojení k mikrotubulům prostřednictvím interakce se dvěma hlavními motorickými proteiny Miro a Milton. Bylo prokázáno, že MFN2 moduluje i další nitrobuněčné dráhy, jako je progrese buněčného cyklu, udržování mitochondriální bioenergetiky, apoptóza a autofagie.

## Klinický význam
Význam regulované mitochondriální morfologie ve fyziologii buněk okamžitě ukazuje potenciální vliv MFN2 na vznik/progresi různých patologických stavů.

### Charcot–Marie–Toothova choroba, typ 2A (CMT2A)
Charcot-Marie-Toothova choroba typu 2A (CMT2A) je způsobena mutacemi v genu MFN2. Mutace MFN2 jsou spojeny s neurologickými poruchami charakterizovanými širokým klinickým fenotypem, který zahrnuje centrální a periferní nervový systém.  Postižení prvního z nich je vzácnější, zatímco formy neuropatie jsou častější a závažnější, zahrnují nohy i ruce, projevují se slabostí, ztrátou citlivosti a atrofií zrakového nervu. Všechny tyto komplexní fenotypy jsou klinicky shromážděny v neurologickém onemocnění CMT2A, podtypu heterogenní skupiny vrozených neuromuskulárních onemocnění, která postihují motorické a senzorické neurony a nazývají se nemoc CMT.
Z různých typů buněk jsou neurony obzvláště citlivé na defekty MFN2: tyto buňky potřebují ke správné funkci funkční mitochondrie umístěné na specifických místech, které podporují odpovídající produkci ATP a pufrování Ca2+. Předpokládá se, že se defektní mitochondriální fúze podílí na patogenezi CMT2A. Další důležitou funkcí buněk změněnou v přítomnosti mutací MFN2 je mitochondriální transport a současné modely skutečně navrhují tento defekt jako hlavní příčinu CMT2A.
Mutace v OPA1 způsobují také atrofii zrakového nervu, což naznačuje společnou roli mitochondriální fúze v neuronální dysfunkci. Přesný mechanismus, jak mutace v MFN2 selektivně způsobují degeneraci dlouhých periferních axonů, není znám. Existují důkazy naznačující, že by to mohlo být způsobeno defekty v axonálním transportu mitochondrií.

### Alzheimerova choroba
Stále více důkazů naznačuje možnou souvislost mezi deregulací MFN2 a Alzheimerovou chorobou (AD). Hladiny proteinu a mRNA MFN2 jsou sníženy zejména ve frontální kůře pacientů s Alzheimerovou chorobou a v hipokampálních neuronech pacientů s Alzheimerovou chorobou post mortem. Pozoruhodné je, že mozková kůra a hipokampus jsou oblasti mozku, ve kterých je u AD pozorováno významné poškození neuronů. Zajímavé je, že gen MFN2 se nachází na chromozomu 1p36, který byl navržen jako lokus související s AD. V současné době však není známo, zda jsou změny v genu MFN2 příčinou patologie, nebo pouze důsledkem AD. Zejména není jasné, zda MFN2 souvisí s AD prostřednictvím svého vlivu na mitochondrie, nebo ovlivněním jiných drah.
Souhrnně lze říci, že mitochondriální dysfunkce je významným rysem neuronů u AD. Bylo popsáno, že hladiny DRP1, OPA1, MFN1 a MFN2 jsou u AD výrazně sníženy, zatímco hladiny FIS1 jsou výrazně zvýšeny.

### Parkinsonova choroba
MFN2 je klíčovým substrátem dvojice PINK1/parkin, jejíž mutace jsou spojeny s familiárními formami Parkinsonovy choroby (PD). Bylo prokázáno, že MFN2 je nezbytný pro axonální projekce dopaminergních (DA) neuronů středního mozku, které jsou u PD postiženy. Změny MFN2 v progresi PD, s ohledem na schopnost PINK1 a parkinu spouštět posttranslační modifikace svých substrátů, dosud nebyly vyhodnoceny.

### Obezita, diabetes, inzulinová rezistence
Protein MFN2 může hrát roli v patofyziologii obezity. U obezity a diabetu II. typu byla zjištěna snížená exprese MFN2. Snížená regulace MFN2 následně aktivuje dráhu JNK, což podporuje tvorbu lipidových meziproduktů, které vedou k inzulinové rezistenci. Nedávné studie také ukázaly, že u obezity a diabetu dochází snížením regulace MFN2 k zastavení fúze mitochondrií, což vede k fragmentaci mitochondriální sítě. Tato fragmentace je zřejmá v beta-buňkách pankreatu v Langerhansových ostrůvcích a může inhibovat mechanismy kontroly kvality mitochondrií, jako je mitofagie a autofagie - což vede k poruše sekrece inzulinu a případnému selhání beta-buňky. Exprese MFN2 v kosterním svalu je úměrná citlivosti této tkáně na inzulin a její exprese je snížena u myší krmených potravou s vysokým obsahem tuku a u potkanů.

### Kardiomyopathie
V srdci je embryonální kombinovaná delece MFN1/MFN2 pro myší embryo letální, zatímco u dospělých vyvolává progresivní a letální dilatační kardiomyopatii. Byla pozorována mírná srdeční hypertrofie spojená s tendencí mitochondrií zbavených MFN2 způsobená zvýšenou odolností vůči podnětům pro buněčnou smrt zprostředkovanou Ca2+. Ačkoli je význam MFN2 ve fyziologii kardiomyocytů nesporný, objasnění, zda se na něm podílí jeho proléčebná aktivita nebo jiné funkční vlastnosti proteinu, bude vyžadovat další výzkum.

### Nádorová onemocnění
Studium mechanismů mitochondriální funkce, konkrétně funkce MFN2, v průběhu nádorového bujení má zásadní význam pro novou generaci protinádorových léčiv. Nedávné studie ukázaly, že dysregulace mitochondriální sítě může mít vliv na proteiny MFN2, což vyvolává mitochondriální hyperfúzi a fenotyp multirezistence (MDR) v nádorových buňkách. Nádorové buňky s MDR se chovají mnohem agresivněji a jsou velmi invazivní s lepší schopností metastazovat. Všechny tyto faktory vedou ke špatné prognóze nádorového onemocnění, a proto jsou zapotřebí nové terapeutické strategie zaměřené na buňky TNBC s MDR a jejich eradikaci. Byla vyslovena hypotéza, že mitochondriální hyperfúze je jedním z hlavních mechanismů, které činí buňky rezistentní vůči tradiční chemoterapeutické léčbě. Inhibice mitochondriální fúze by tedy senzibilizovala nádorové buňky k chemoterapii, což by z ní učinilo výrazně účinnější léčbu. K inhibici mitochondriální hyperfúze je třeba použít peptid anti-MFN2, který se naváže na mitochondriální membránu proteinů MFN2 a zabrání jim tak v budování mitochondriální sítě. Cílem anti-MFN2 peptidu je znefunkčnit MFN2, aby se nemohl podílet na mitochondriální fúzi a na fungování mitochondriální sítě. Tímto způsobem nedojde k hyperfúzi a chemoterapeutika by byla mnohem úspěšnější. V této oblasti je však nutné další zkoumání, protože je zde stále mnoho neznámých.